# Camillo Friede
Camillo Friede (* 2. September 1902; † 14. April 1945 in Celle) war ein deutscher kommunistischer Widerstandskämpfer gegen den Nationalsozialismus und Opfer des Faschismus.

## Leben
Friede erlernte nach dem Besuch der Volksschule den Beruf des Tapezierers. Danach begab er sich auf die „Walz“ und kehrte erst 1927 nach Hamburg zurück. Infolge seiner ausgedehnten Wanderschaft durch verschiedene Länder beherrschte er fünf Fremdsprachen und war sowohl politisch wie geistig stark interessiert. Er trat in die Kommunistische Partei Deutschlands (KPD) ein und engagierte sich gegen den aufkommenden Nationalsozialismus. Er wurde in das KZ Sachsenhausen eingeliefert. Nach einer anderen Information war er im KZ Esterwegen interniert. Zwischen 1937 und 1939 wurden einige langjährige Häftlinge aus dem KZ entlassen, zu denen auch Camillo Friede gehörte.
Friede nahm anschließend seine Tätigkeit im Widerstand wieder auf und kam in Verbindung mit der Widerstandsgruppe „Bästlein-Jacob-Abshagen“ Er beteiligte sich an ihren Aktivitäten, die gegen die Kriegsführung und auf Solidarität mit ausländischen Zwangsarbeitern gerichtet war. Bästlein suchte den besonderen Kontakt zu Camillo Friede, um ihn wegen seiner Sprachenkenntnisse für die Mitarbeit im Informationsdienst der KPD zu gewinnen. Als die Gestapo die Bästlein-Gruppe enttarnt hatte, gehörte auch Friede zu den Inhaftierten. Er wurde vor Gericht gestellt und zu einer Zuchthausstrafe verurteilt, die er im Zuchthaus von Celle-Mühlhausen absaß. Als sich im April 1945 die Alliierten der Stadt näherten, wurden die Häftlinge nach dem Zuchthaus Bützow-Dreibergen evakuiert. Dabei fand Camillo Friede den Tod.

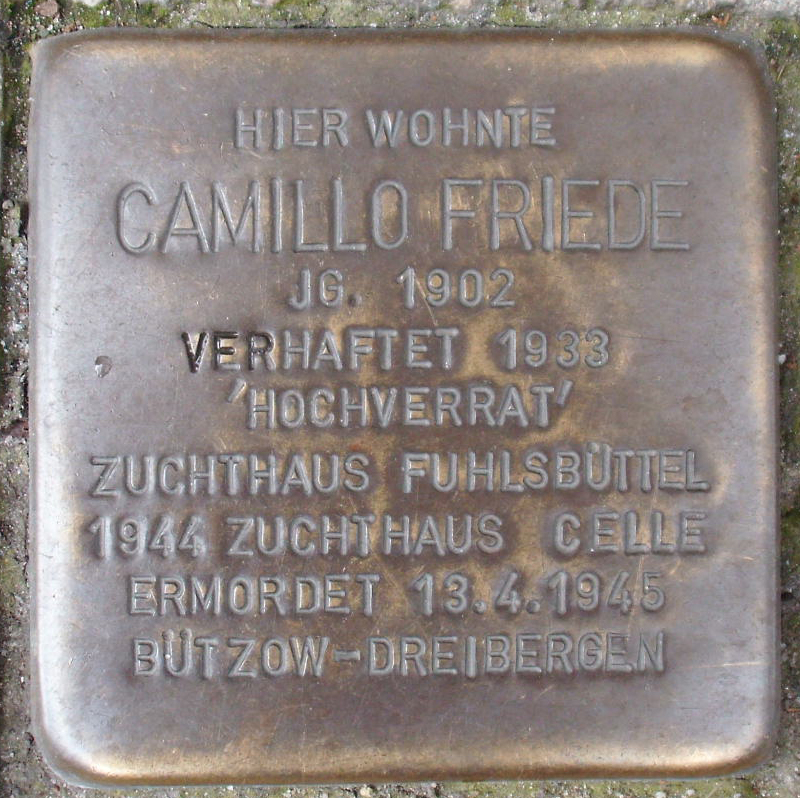
Stolperstein für Camillo Friede

Vor seinem ehemaligen Wohnhaus in der Ferdinandstraße 14 in Hamburg-Altstadt liegt ein Stolperstein für Camillo Friede.